# فقر الدم الناجم عن عوز الحديد
فقر الدم الناجم عن عوز الحديد (بالإنجليزية: Iron-deficiency anemia)‏، هو فقر الدم الذي يحدث بسبب نقص الحديد. يُعرف فقر الدم بأنه انخفاض في عدد خلايا الدم الحمراء أو كمية الهيموجلوبين عن المستوى الطبيعي في الدم. عندما تكون الأعراض بطيئة، غالبًا ما تكون الأعراض غامضة مثل الشعور بالتعب، الضعف، الصداع، ضيق التنفس أو ضعف القدرة على بذل مجهود. غالبًا ما يكون لفقر الدم الذي يظهر بسرعة أعراض أكثر حدة، بما في ذلك الارتباك، الشعور بأن الشخص سيفقد وعيه أو أزدياد العطش. عادة ما يكون فقر الدم ملحوظًا قبل أن يصبح الشخص شاحبًا بشكل واضح. قد يعاني الأطفال المصابون بفقر الدم الناجم عن عوز الحديد من مشاكل في النمو والتطور. قد تكون هناك أعراض إضافية حسب السبب الأساسي للمرض.
يحدث فقر الدم الناجم عن عوز الحديد بسبب فقدان الدم، أو عدم كفاية المدخول الغذائي أو سوء امتصاص الحديد من الطعام. يمكن أن تشمل مصادر فقدان الدم الدورات الشهرية الغزيرة، الولادة، الأورام الليفية الرحمية، قرحة المعدة، سرطان القولون، ونزيف المسالك البولية. قد يحدث سوء امتصاص الحديد من الطعام نتيجة لاضطراب معوي مثل مرض التهاب الأمعاء أو الداء البطني، أو الجراحة مثل المجازة المعدية. في العالم النامي، تزيد الديدان الطفيلية، الملاريا، وفيروس نقص المناعة البشرية - الأيدز من خطر الإصابة بفقر الدم الناجم عن عوز الحديد. يتم تأكيد التشخيص عن طريق اختبارات الدم.
يمكن الوقاية من فقر الدم الناجم عن عوز الحديد عن طريق تناول نظام غذائي يحتوي على كميات كافية من الحديد أو عن طريق مكملات الحديد. تشمل الأطعمة الغنية بالحديد اللحوم، المكسرات، السبانخ، والأطعمة المصنوعة من الدقيق المدعم بالحديد. قد يشمل العلاج التغييرات الغذائية والتعامل مع الأسباب الكامنة، على سبيل المثال العلاج الطبي للطفيليات أو عمليات القرح. قد يوصى باستخدام مكملات الحديد وفيتامين سي. يمكن علاج الحالات الشديدة بنقل الدم أو حقن الحديد.
أثر فقر الدم الناجم عن عوز الحديد على حوالي 1.48 مليار شخص في عام 2015. تشير التقديرات إلى أن نقص الحديد الغذائي يسبب ما يقرب من نصف حالات فقر الدم على مستوى العالم. النساء والأطفال الصغار هم الأكثر تأثرًا. في عام 2015، أدى فقر الدم الناجم عن عوز الحديد إلى حوالي 54000 حالة وفاة – بانخفاض عن 213000 حالة وفاة في عام 1990.

## الأعراض والعلامات
فقر الدم الناجم عن عوز الحديد قد يكون موجودًا دون أن يعاني الشخص من أعراض في البداية، يميل فقر الدم الناجم عن عوز الحديد إلى التطور ببطء. لذلك الجسم لديه الوقت للتكيف، وغالبًا ما يمر المرض دون التعرف عليه لبعض الوقت. في حالة ظهور الأعراض، قد يظهر على المرضى الشحوب، الشعور بالتعب والضعف، الدوخة أو الشعور أن الشخص قد يفقد وعيه (خفة الرأس)، ضعف المجهود البدني، صداع، ضعف القدرة على التركيز، برودة اليدين والقدمين، التحسس من البرودة، أزدياد العطش، الإرتباك. من الممكن حدوث أعراض شائعة أخرى، بما في ذلك ضعف الشعر وتساقطه، تشقق وجفاف الشفاه وظهور هالات سوداء تحت العينين.
لا شيء من هذه الأعراض (أو أي من الأعراض الأخرى أدناه) حساس أو محدد. الأعراض الأكثر موحية لفقر الدم الناجم عن عوز الحديد عند الأطفال هي شحوب الأغشية المخاطية (في المقام الأول الملتحمة). ومع ذلك، أظهرت دراسة كبيرة أن شحوب الأغشية المخاطية حساس بنسبة 28٪ فقط و87٪ محدد (مع قيمة تنبؤية عالية) في التمييز بين الأطفال المصابين بفقر الدم (المعروف باسم الهيموجلوبين <11.0 جم / ديسيلتر) و49٪ حساس و79٪ محدد في التمييز بين فقر الدم الحاد (الهيموجلوبين <7.0 جم / ديسيلتر).
في الحالات الشديدة، يمكن أن يحدث ضيق في التنفس. قد تتطور وجود شهوة الغرائب أيضًا؛ وهو الإحساس باشتهاء غير مألوف كإشتهاء الثلج، التراب، يُقترح أنه الأكثر تحديدًا خصوصًا لفقر الدم الناجم عن عوز الحديد.
تشمل الأعراض والعلامات المحتملة الأخرى لفقر الدم الناجم عن عوز الحديد ما يلي:
- الهيجان
- ذبحة صدرية (ألم في الصدر)

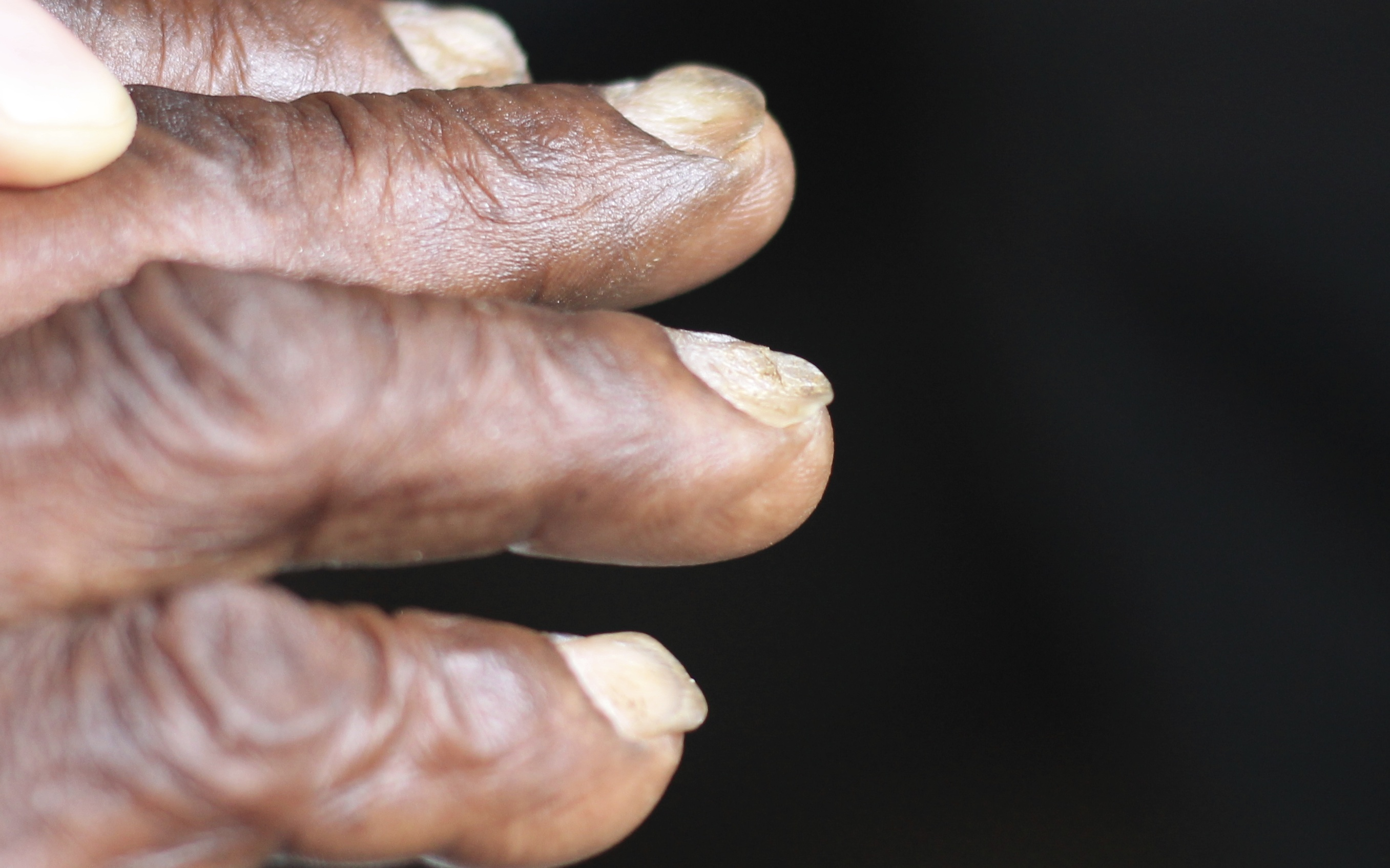
تقعر الأظافر (أحدى علامات نقصان الحديد).

- الخفقان (الشعور بأن القلب يتخطى النبضات أو يرفرف)[14]
- ضيق التنفس
- الإحساس بالوخز، الخدر، أو الحرقة
- التهاب اللسان (التهاب أو ألم اللسان)
- التهاب الشفة الزاوي (الآفات الالتهابية في زوايا الفم)
- تقعر الأظافر (أظافر على شكل ملعقة) أو أظافر هشة[14]
- ضعف الشهية
- عسر البلع (صعوبة البلع) بسبب تكون وترة المريء (متلازمة بلامر-فينسون)
- فرط التصبغ حول العينين، والسبب غير معروف ويفترض أنه مرتبط بنقص الحديد الناجم عن أكسجة الدم الأسوأ وفيتامين بي12[22]
- متلازمة تململ الساقين[14][23]

## الأسباب
يتطلب تشخيص فقر الدم الناجم عن عوز الحديد مزيدًا من التحقيق في أسبابه. يمكن أن يكون سببه زيادة الطلب على الحديد، زيادة فقد الحديد أو انخفاض مدخول الحديد. غالبًا ماتحدث زيادة الطلب على الحديد خلال فترات النمو، كما هو الحال في الأطفال والنساء الحوامل. على سبيل المثال، خلال مراحل النمو السريع، قد يفوق الأطفال والمراهقون مدخولهم الغذائي من الحديد مما قد يؤدي إلى نقص في حالة عدم وجود مرض أو نظام غذائي غير طبيعي بشكل كبير. عادة ما يكون فقدان الحديد بسبب فقدان الدم؛ والتي ممكن أن تحدث بسبب نزيف الجهاز الهضمي المزمن. النساء في سن الإنجاب، يمكن أن تكون فترات الحيض الثقيلة مصدرًا لفقدان الدم مما يسبب فقر الدم الناجم عن عوز الحديد. الأشخاص الذين لا يستهلكون الكثير من الحديد في نظامهم الغذائي، كالنباتيين، معرضون أيضا لخطر متزايد للإصابة بفقر الدم الناجم عن عوز الحديد.

### مرض طفيلي
السبب الرئيسي لفقر الدم الناجم عن عوز الحديد في جميع أنحاء العالم، هو مرض طفيلي يعرف باسم داء الديدان الطفيلية الناجم عن الإصابة بالديدان الطفيلية؛ خصوصًا، الديدان الشصية، تشمل الديدان الشصية الأكثر شيوعًا المسؤولة عن التسبب في فقر الدم الناجم عن عوز الحديد—دودة الانكليستوما، الاميبا، البلهارسيا والدودة السوطية.

### فقدان الدم
تحتوي خلايا الدم الحمراء على الحديد، لذلك يؤدي فقدان الدم أيضًا إلى فقدان الحديد. هناك عدة أسباب لفقدان الدم بما في ذلك نزيف الحيض ونزيف الجهاز الهضمي وقرحة المعدة واضطرابات النزيف الأخرى. قد يحدث النزيف بسرعة أو ببطء. يمكن أن يتسبب فقدان الدم البطيء والمزمن داخل الجسم—مثل القرحة الهضمية أو خلل التنسج الوعائي، مرض التهاب الأمعاء، سليلة القولون أو سرطان الجهاز الهضمي (مثل سرطان القولون)—في فقر الدم الناجم عن عوز الحديد.

#### نزيف الحيض
نزيف الحيض هو سبب شائع لفقر الدم الناجم عن عوز الحديد لدى النساء في سن الإنجاب. النساء المصابات بغزارة الطمث (فترات الحيض الثقيلة) معرضات لخطر فقر الدم الناجم عن عوز الحديد لأنهن أكثر عرضة لفقدان كمية أكبر من المعتاد من الدم أثناء الحيض مما يتم استبداله في نظامهن الغذائي. تفقد معظم النساء حوالي 40 مل من الدم لكل دورة. يضيع الحديد بالدم. قد تقلل بعض طرق تحديد النسل، مثل الحبوب واللولب، من كمية الدم، وبالتالي فقد الحديد أثناء الدورة الشهرية. قد تكون مكملات الحديد المتقطعة علاجا فعالا في هذه الحالات مثل المكملات الغذائية اليومية وتقلل من بعض الآثار الضارة للمكملات الغذائية اليومية على المدى الطويل.

### أنخفاض المدخول

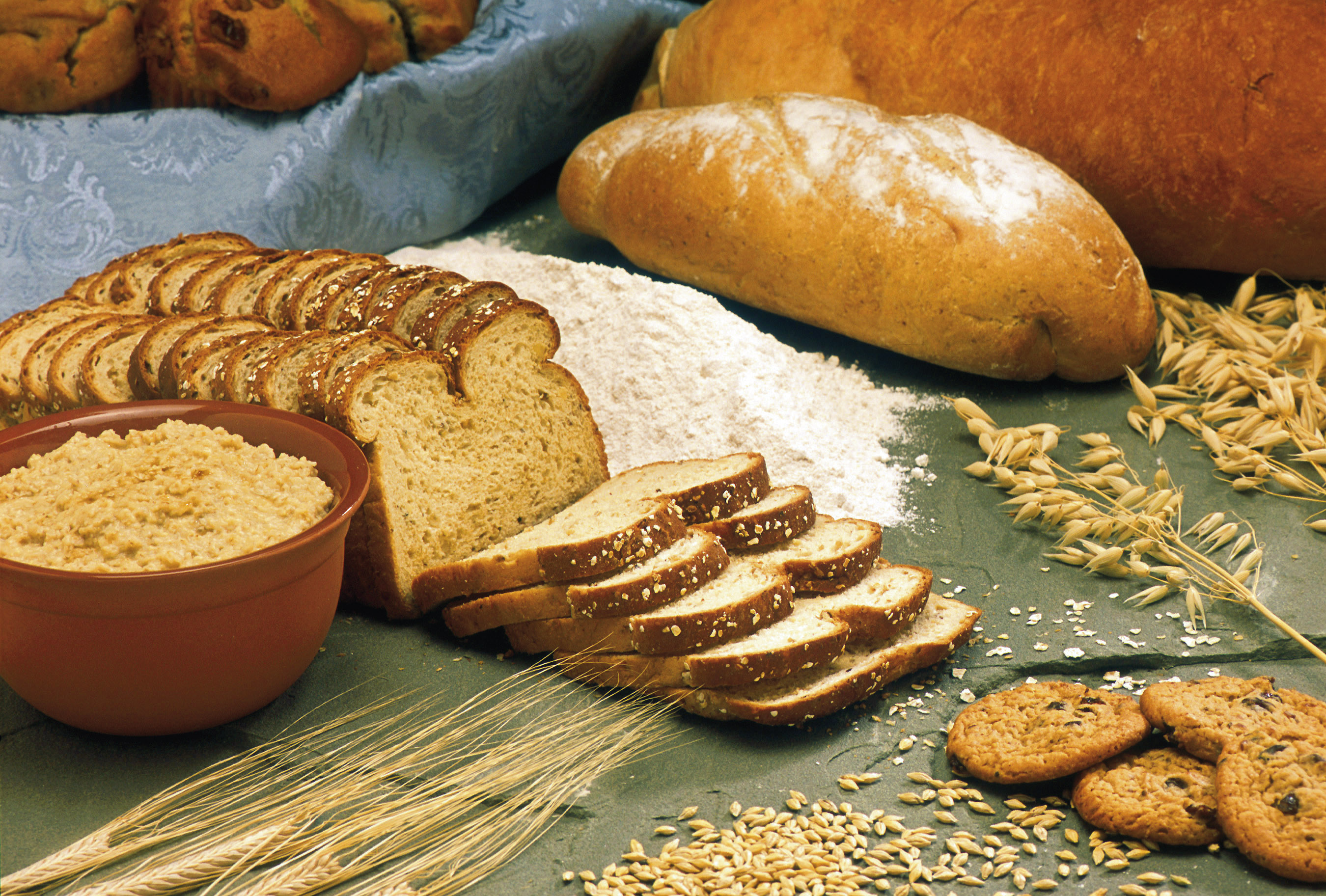
في العديد من البلدان، يتم تحصين دقيق القمح بالحديد.

يترافق فقر الدم الناجم عن عوز الحديد مع سوء التغذية، يحصل الجسم عادةً على الحديد الذي يحتاجه من الأطعمة. إذا كان الشخص يستهلك كمية قليلة جدًا من الحديد، أو الحديد الذي يتم امتصاصه بشكل سيئ (الحديد غير الهيم)، فيمكن أن يصاب بعوز الحديد بمرور الوقت. تشمل أمثلة الأطعمة الغنية بالحديد اللحوم، البيض، الخضروات الورقية الخضراء، والأطعمة المدعمة بالحديد. من أجل النمو والتطور السليمين، يحتاج الرضع والأطفال إلى الحديد من نظامهم الغذائي. تشمل عوامل الخطر الأخرى لفقر الدم الناجم عن عوز الحديد انخفاض تناول اللحوم وانخفاض تناول المنتجات المدعمة بالحديد.

### ضعف الامتصاص
يتم امتصاص الحديد من الطعام في مجرى الدم في الأمعاء الدقيقة، في المقام الأول في الاثني عشر. سوء امتصاص الحديد هو سبب أقل شيوعًا لفقر الدم الناجم عن عوز الحديد، ولكن العديد من اضطرابات الجهاز الهضمي يمكن أن تقلل من قدرة الجسم على امتصاص الحديد، والتي قد تشمل الداء البطني وجراحة المعدة. هناك آليات مختلفة قد تكون موجودة.
في الداء البطني، يمكن للتغيرات غير الطبيعية في بنية الاثني عشر أن تقلل من امتصاص الحديد. يمكن أن تؤدي التشوهات أو الاستئصال الجراحي للمعدة إلى سوء الامتصاص عن طريق تغيير البيئة الحمضية اللازمة لتحويل الحديد إلى شكله القابل للامتصاص. إذا لم يكن هناك إنتاج كافٍ لحمض الهيدروكلوريك في المعدة، فيمكن أن يحدث نقص الكلورهيدريا (غالبًا بسبب عدوى الملوية البوابية المزمنة أو العلاج طويل الأمد بمثبطات مضخة البروتون)، مما يثبط تحويل الحديد الحديدي إلى الحديد القابل للامتصاص.
ترتبط جراحة السمنة بزيادة خطر فقر الدم الناجم عن عوز الحديد بسبب سوء امتصاص الحديد. أثناء جراحة المجازة المعدية على شكل-Y، يتم تحويل المعدة إلى كيس صغير ويرتبط مباشرة بالأمعاء الدقيقة في اتجاه الأسفل (تجاوز الإثني عشر كموقع للهضم). يصاب حوالي 17-45٪ من الأشخاص بعوز الحديد بعد جراحة المعدة على شكل-Y.

### النساء الحوامل
بدون مكملات الحديد، يحدث فقر الدم الناجم عن عوز الحديد لدى العديد من النساء الحوامل لأن مخازن الحديد لديهن تحتاج إلى خدمة زيادة حجم الدم، فضلا عن أن تكون مصدرا هيموجلوبين للطفل المتنامي ولنمو المشيمة. الأسباب الأخرى الأقل شيوعًا هي انحلال الدم داخل الأوعية الدموية وبيلة الهيموجلوبين.
يبدو أن عوز الحديد أثناء الحمل يسبب مشاكل معرفية طويلة الأجل ولا رجعة فيها لدى الطفل، وأيضًا يؤثر عوز الحديد على صحة الأم من خلال زيادة مخاطر الإصابة بالعدوى والمضاعفات أثناء الحمل. يقترح أن تقلل مكملات الحديد عن طريق الفم خلال المراحل المبكرة من الحمل، وتحديدا الأشهر الثلاثة الأولى، من الآثار الضارة لفقر الدم الناجم عن نقص الحديد طوال فترة الحمل وتقليل التأثير السلبي لنقص الحديد على نمو الجنين. قد تؤدي مكملات الحديد إلى مخاطر وتأثيرات صحية، ويوصى النساء الحوامل اللواتي لديهن مستويات كافية من الهيموجلوبين بعدم تناول مكملات الحديد.

### التبرع بالدم
المتبرعون بالدم بشكل متكرر معرضون أيضًا لخطر الإصابة بفقر الدم الناجم عن عوز الحديد. عندما يتم التبرع بالدم الكامل، يفقد الجسم أيضًا ما يقرب من 200 مجم من الحديد. يقوم بنك الدم بفحص الأشخاص للكشف عن فقر الدم قبل سحب الدم للتبرع به. إذا كان المريض يعاني من فقر الدم، لا يتم سحب الدم.

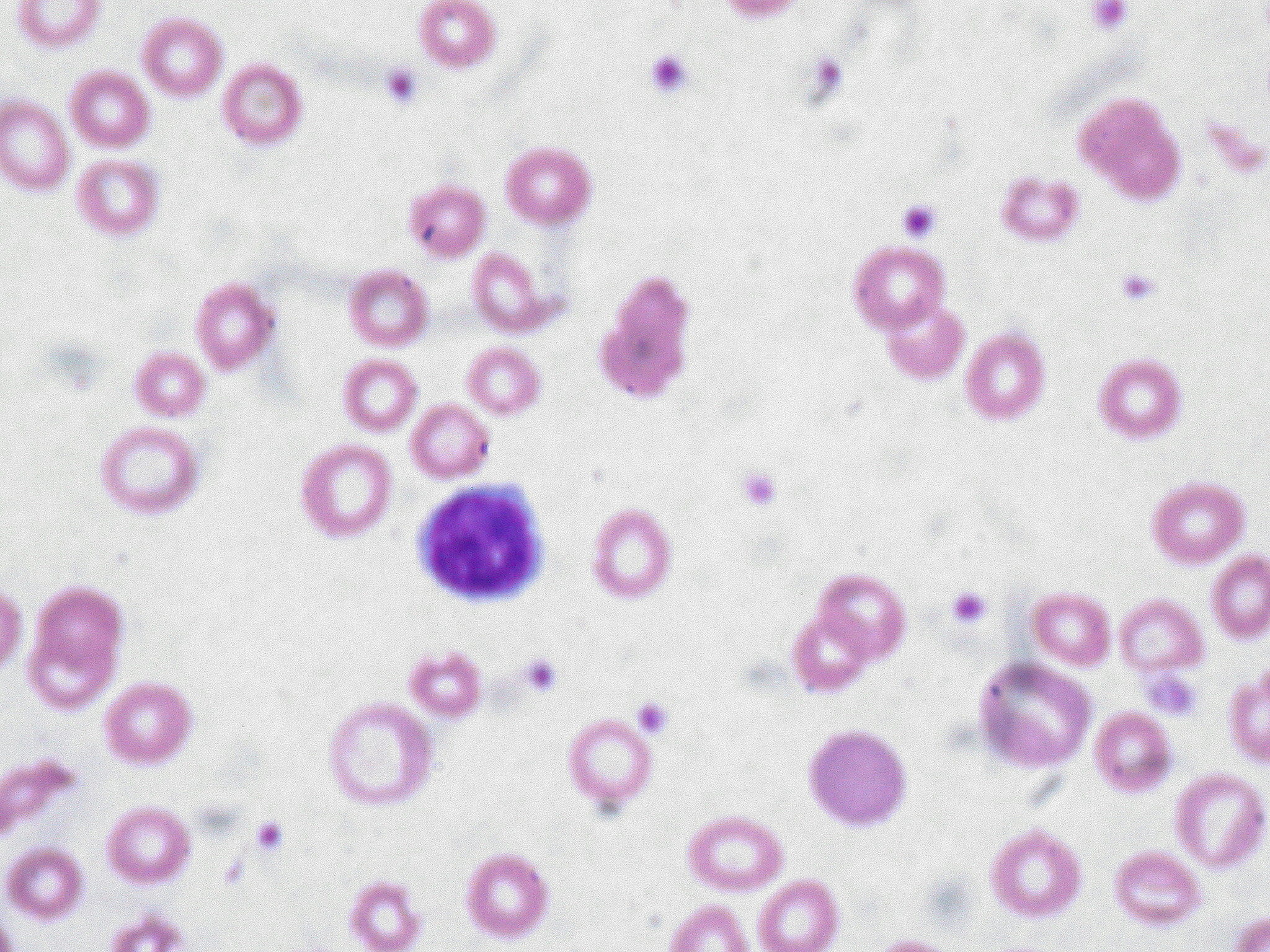
كريات الدم الحمراء مصابة بفقر دم بعوز الحديد

## الآلية
يمكن أن ينتج فقر الدم عن نقص كبير في الحديد. عندما يكون لدى الجسم ما يكفي من الحديد لتلبية احتياجاته (الحديد الوظيفي)، يتم تخزين الباقي لاستخدامه لاحقا في الخلايا، ومعظمه في نخاع العظام والكبد. تسمى هذه المخازن مجمعات الفيريتين وهي جزء من أنظمة استقلاب الحديد البشرية (والحيوانات الأخرى). يخزن الرجال حوالي 3.5 غرام من الحديد في أجسامهم، وتخزن النساء حوالي 2.5 غرام.
الهيبسيدين هو هرمون الببتيد المنتج في الكبد والمسؤول عن تنظيم مستويات الحديد في الجسم. يقلل الهيبسيدين من كمية الحديد المتاحة لتكوين لكريات الحمر (إنتاج خلايا الدم الحمراء). يرتبط الهيبسيدين بتدهور الفيروسبورتين ويحفزه، المسؤول عن تصدير الحديد من الخلايا وتعبئته إلى مجرى الدم. حالات مثل المستويات العالية من الكريات الحمر، نقص الحديد، ونقص الأكسجة تمنع تعبير الهيبسيدين. في حين أن العدوى الجهازية أو الالتهاب (خاصة التي تنطوي على السيتوكين IL-6) أو زيادة مستويات الحديد المتداولة تحفز تعبير الهيبسيدين.
الحديد معدن مهم في تكوين خلايا الدم الحمراء في الجسم، وخاصة كعنصر حاسم في الهيموجلوبين. حوالي 70٪ من الحديد الموجود في الجسم مرتبط بالهيموجلوبين. يتم امتصاص الحديد في المقام الأول في الأمعاء الدقيقة، وخاصة الإثني عشر والصائم. عوامل معينة تزيد أو تقلل من امتصاص الحديد. على سبيل المثال، من المعروف أن تناول فيتامين سي مع مصدر للحديد يزيد من الامتصاص. يمكن لبعض الأدوية مثل التتراسيكلين ومضادات الحموضة أن تقلل من امتصاص الحديد. بعد امتصاصه في الأمعاء الدقيقة، ينتقل الحديد عبر الدم، ويرتبط بالترانسفيرين، وينتهي به المطاف في نخاع العظام، حيث يشارك في تكوين خلايا الدم الحمراء. عندما تتحلل خلايا الدم الحمراء، يتم إعادة تدوير الحديد من قبل الجسم وتخزينه.
عندما تتجاوز كمية الحديد التي يحتاجها الجسم كمية الحديد المتاحة بسهولة، يمكن للجسم استخدام مخازن الحديد (فيريتين) لفترة من الزمن، ويستمر تكوين خلايا الدم الحمراء بشكل طبيعي. ومع ذلك، مع استمرار استخدام هذه المخازن، يتم استنفاد الحديد في نهاية المطاف لدرجة أن تكوين خلايا الدم الحمراء غير طبيعي. في نهاية المطاف، يستتبع ذلك فقر الدم، وهو بحكم تعريفه قيمة مختبر الهيموجلوبين أقل من الحدود الطبيعية.

## التشخيص

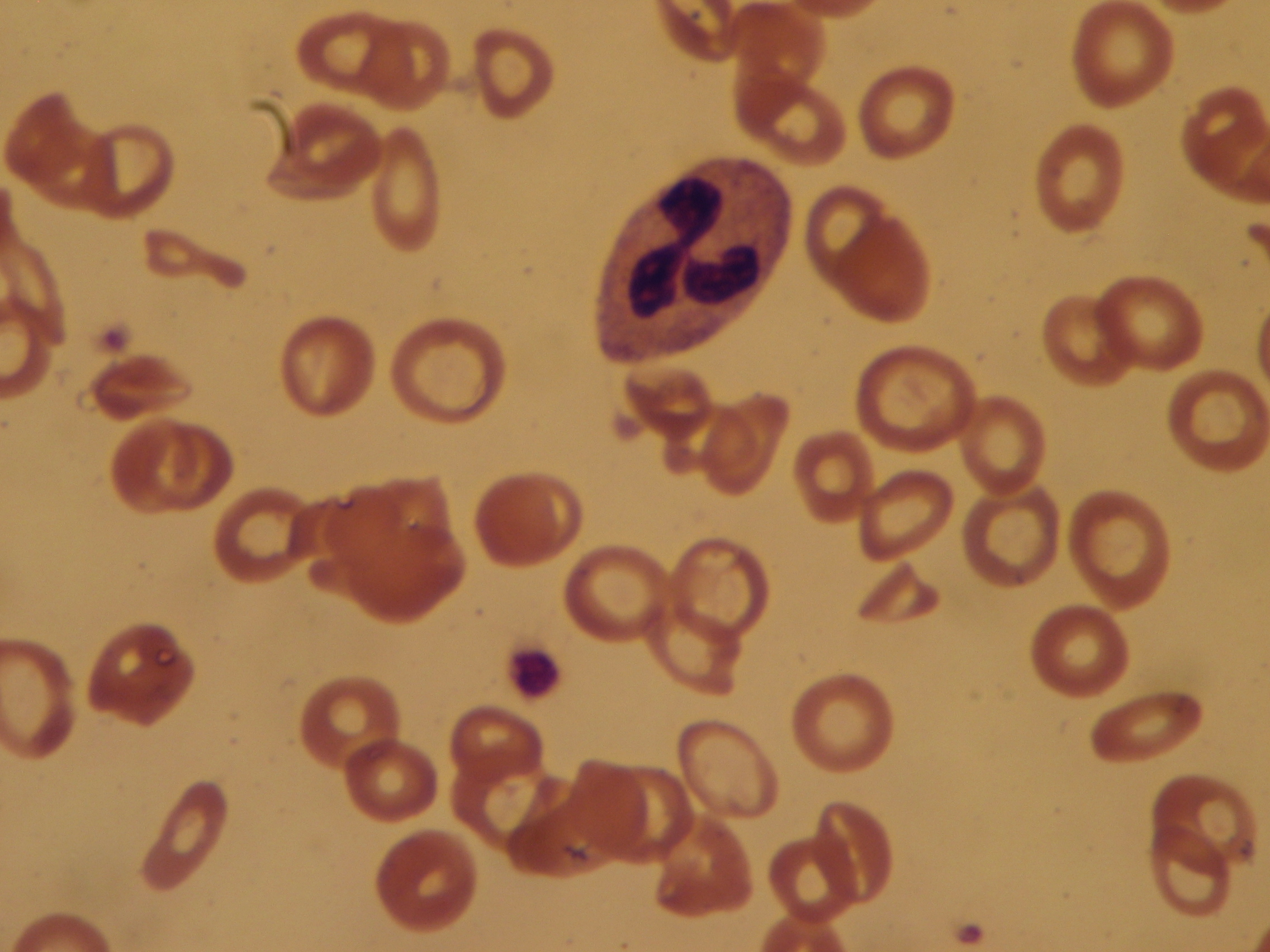
لطاخة دم لشخص مصاب بفقر الدم الناجم عن عوز الحديد عند تقريب أربعين مرة.

تقليديًا، يتطلب التشخيص النهائي عرضًا لاستنفاد مخازن الحديد في الجسم التي تم الحصول عليها عن طريق شفط نخاع العظم، مع تلطيخ النخاع بالحديد. ومع ذلك، مع توفر اختبارات الدم الموثوقة التي يمكن جمعها بسهولة أكبر لتشخيص فقر الدم، لا يتم عادة الحصول على فحص نخاع العظم.
التاريخ الطبي الشامل مهم لتشخيص فقر الدم الناجم عن عوز الحديد. يمكن أن يساعد التاريخ في التمييز بين الأسباب الشائعة للحالة مثل الحيض في المرأة أو وجود الدم في البراز. على الرغم من أن الأعراض يمكن أن تلعب دورا في تحديد فقر الدم الناجم عن نقص الحديد، إلا أنها غالبا ما تكون غامضة، مما قد يحد من مساهمتها في تحديد التشخيص.

### فحوصات الدم
| التغيير | المعامل                                                            |
| ------- | ------------------------------------------------------------------ |
| ↓       | فيريتين، هيموجلوبين، الحجم الكروي الوسطي، هيموغلوبين الكرية الوسطي |
| ↑       | القدرة على ربط الحديد، ترانسفرين، سعة توزيع كريات الدم الحمراء     |

غالبا ما يتم اكتشاف فقر الدم عن طريق اختبارات الدم الروتينية. الهيموجلوبين المنخفض بما فيه الكفاية بحكم التعريف يجعل تشخيص فقر الدم، وقيمة الهيماتوكريت المنخفضة هي أيضا سمة من سمات فقر الدم. سيتم إجراء المزيد من الدراسات لتحديد سبب فقر الدم. إذا كان فقر الدم بسبب عوز الحديد، فإن إحدى القيم غير الطبيعية الأولى التي يجب ملاحظتها في تعداد الدم الكامل، حيث تبدأ مخازن الحديد في الجسم في الاستنفاد، ستكون ارتفاع عرض توزيع خلايا الدم الحمراء، مما يعكس زيادة التباين في حجم خلايا الدم الحمراء.
تظهر اللطاخة الدموية للشخص المصاب بفقر الدم الناجم عن عوز الحديد العديد من خلايا الدم الحمراء ناقصة الصباغ (شاحبة، عديمة اللون نسبيًا) وصغيرة، وقد تظهر أيضًا كثرة البويضات (تباين في الشكل) وتفاوت في الحجم. يمكن أيضًا رؤية الخلايا المستهدفة. مع فقر الدم الناجم عن عوز الحديد، قد تظهر لطاخة الدم المحيطية خلايا على شكل قلم رصاص، وأحيانًا، أعداد صغيرة من خلايا الدم الحمراء ذات النواة.
يتم تأكيد فقر الدم الناجم عن عوز الحديد من خلال الاختبارات التي تشمل الفيريتين، مصل الحديد، ترانسفرين، وإجمالي قدرة ربط الحديد. يتم ايجاد فيريتين منخفض في المصل بشكل أكثر شيوعا. ومع ذلك، يمكن ارتفاع فيريتين المصل عن طريق أي نوع من الالتهابات المزمنة وبالتالي لا ينخفض باستمرار في فقر الدم الناجم عن عوز الحديد. يمكن قياس مستويات الحديد في المصل، ولكن تركيز الحديد في المصل ليس موثوقا به مثل قياس كل من الحديد في المصل ومستويات البروتين الملزم للحديد في المصل.
قد يكون من الضروري إجراء مزيد من الاختبارات للتمييز بين فقر الدم الناجم عن نقص الحديد والاضطرابات الأخرى، مثل الثلاسيميا الصغرى. من المهم جدًا عدم معالجة الأشخاص المصابين بالثلاسيميا بمكملات الحديد، لأن هذا يمكن أن يؤدي إلى داء ترسب الأصبغة الدموية. يوفر الفصل الكهربائي لليهموجلوبين دليلًا مفيدًا للتمييز بين هذين الشرطين، جنبًا إلى جنب مع دراسات الحديد.

## العلاج
يجب أن يأخذ العلاج في الاعتبار سبب الحالة وشدتها. إذا كان فقر الدم الناجم عن عوز الحديد ناتجًا عن فقدان الدم أو سببًا كامنًا آخر، فإن العلاج موجه نحو معالجة السبب الأساسي. يتم علاج معظم حالات فقر الدم الناجم عن عوز الحديد بمكملات الحديد عن طريق الفم. في الحالات الحادة الشديدة، يتم اتخاذ تدابير العلاج للإدارة الفورية في غضون ذلك، مثل عمليات نقل الدم أو الحديد في الوريد.
بالنسبة للحالات الأقل شدة، يشمل علاج فقر الدم الناجم عن نقص الحديد تغييرات في النظام الغذائي لدمج الأطعمة الغنية بالحديد في المدخول المنتظم عن طريق الفم ومكملات الحديد عن طريق الفم. يمكن أن تكون الأطعمة الغنية بحمض الأسكوربيك (فيتامين سي) مفيدة أيضًا، لأن حمض الأسكوربيك يعزز امتصاص الحديد. مكملات الحديد التي يتم تناولها عن طريق الفم متوفرة بأشكال متعددة. بعضها في شكل حبوب وبعضها على شكل قطرات للأطفال. تمتص الأمعاء الدقيقة معظم أشكال العلاج ببدائل الحديد عن طريق الفم؛ ومع ذلك، هناك مستحضرات معينة من مكملات الحديد المصممة لإطلاق أطول في الأمعاء الدقيقة من المستحضرات الأخرى. من الأفضل تناول مكملات الحديد عن طريق الفم على معدة فارغة لأن الطعام يمكن أن يقلل كمية الحديد الممتصة من الأمعاء الدقيقة. جرعة العلاج ببدائل الحديد عن طريق الفم تصل إلى 100-200 ملغ في اليوم للبالغين و3-6 ملغ لكل كيلوغرام في الأطفال. ينتشر هذا بشكل عام على شكل 3-4 حبات تؤخذ على مدار اليوم. لا تخلو أشكال العلاج المختلفة من الآثار الجانبية الضارة المحتملة. عادة ما تسبب مكملات الحديد عن طريق الفم آثارًا سلبية في الجهاز الهضمي، بما في ذلك الإمساك، الغثيان، القيء، الطعم المعدني للحديد الفموي، والبراز داكن اللون. تم الإبلاغ عن الإمساك بنسبة 15-20٪ من المرضى الذين يتناولون علاج الحديد عن طريق الفم. الاستعدادات للعلاج بالحديد التي تستغرق وقتًا أطول ليتم امتصاصها بواسطة الأمعاء الدقيقة (العلاج بالحديد الممتد) أقل عرضة للتسبب في الإمساك. قد يستغرق الأمر من ستة أشهر إلى عام حتى تصل مستويات الحديد في الدم إلى المعدل الطبيعي وتزويد الجسم بمخازن الحديد. قد لا يكون استبدال الحديد عن طريق الفم فعالاً في حالات نقص الحديد بسبب سوء الامتصاص، مثل الداء بطني، مرض التهاب الأمعاء أو عدوى الملوية البوابية؛ تتطلب هذه الحالات علاجًا للمرض الأساسي لزيادة الامتصاص عن طريق الفم أو استبدال الحديد في الوريد.
عندما يصبح فقر الدم الناجم عن عوز الحديد أكثر شدة، إذا كان فقر الدم لا يستجيب للعلاجات الفموية، أو إذا كان الشخص المعالج لا يتحمل مكملات الحديد عن طريق الفم، فقد يصبح من الضروري اتخاذ تدابير أخرى. هناك خياران هما حقن الحديد في الوريد ونقل الدم. يمكن أن يكون الحقن في الوريد للأشخاص الذين لا يتحملون الحديد الفموي، والذين من غير المرجح أن يستجيبوا للحديد الفموي، أو الذين يحتاجون إلى الحديد على المدى الطويل. على سبيل المثال، الأشخاص الذين يتلقون علاج غسيل الكلى والذين يتلقون أيضًا إرثروبويتين أو عامل آخر محفز لتكوين الكريات الحمر، يتم إعطاؤهم الحديد بالحق، مما يساعد الجسم على الاستجابة لعوامل إرثروبويتين لإنتاج خلايا الدم الحمراء.
يمكن أن يؤدي الحديد الوريدي إلى استجابة حساسية يمكن أن تكون خطيرة مثل الحساسية المفرطة، على الرغم من أن التركيبات المختلفة قد قللت من احتمالية حدوث هذا التأثير الضار. في بعض الحالات يكون الحديد الوريدي أكثر أمانًا وفعالية من تناوله عن طريق الفم. بالنسبة للمرضى الذين يعانون من فقر الدم الحاد مثل فقدان الدم، أو الذين يعانون من أعراض شديدة مثل عدم استقرار القلب والأوعية الدموية، يمكن التفكير في نقل الدم.

## الانتشار
تؤثر درجة معتدلة من فقر الدم الناجم عن عوز الحديد على ما يقرب من 610 ملايين شخص في جميع أنحاء العالم أو 8.8٪ من السكان. يعتبر أكثر شيوعا قليلا في الإناث (9.9٪) من الذكور (7.8٪). ما يصل إلى 15٪ من الأطفال الذين تتراوح أعمارهم بين 1–3 سنوات يعانون من فقر الدم الناجم عن عوز الحديد. يؤثر فقر الدم الخفيف الناجم عن عوز الحديد على 375 مليون آخرين. يؤثر نقص الحديد على ما يصل إلى 52٪ من النساء الحوامل في جميع أنحاء العالم.
يختلف انتشار نقص الحديد كسبب لفقر الدم بين البلدان؛ في المجموعات التي يكون فيها فقر الدم أكثر شيوعا، بما في ذلك الأطفال الصغار ومجموعة فرعية من النساء غير الحوامل، يمثل نقص الحديد جزءا صغيرا من حالات فقر الدم في هذه المجموعات (25٪ و37٪ على التوالي). نقص الحديد شائع لدى النساء الحوامل.
داخل الولايات المتحدة، يؤثر فقر الدم الناجم عن عوز الحديد على حوالي 2٪ من الذكور البالغين، و10.5٪ من النساء البيض، و20٪ من النساء الأمريكيات من أصل أفريقي والمكسيكيات.